# 스즈키 마사히토
스즈키 마사히토(일본어: 鈴木 正人, 1977년 4월 28일 ~ )는 일본의 전 축구 선수이다.

## 구단 경력
과거 쇼난 벨마레, 세레소 오사카, 도쿠시마 보르티스에서 활동하였다.